# Dogville
Dogville és una pel·lícula de 2003 del director de cinema danès Lars von Trier, rodada en anglès i protagonitzada per l'actriu Nicole Kidman. És la primera part de la trilogia "USA: Land of Opportunities", la segona part de la qual és Manderlay i la tercera, que de moment està ajornada indefinidament, es titularà Washington.
La pel·lícula va estar nominada als Premis Goya, als César i a la Palma d'Or, i va guanyar el David di Donatello, entre d'altres. La seva originalitat rau en el fet que els personatges es mouen per un poble concebut com un escenari, on només es marquen les parets com a línies a terra, poden entrar per tant i veure el que passa a través de les parets de les cases.

## Argument
La Grace arriba al poble de Dogville per fugir d'uns mafiosos. Per tal de guanyar-se el favor dels vilatans i que no l'entreguin, ella haurà de demostrar que és bona persona treballant per torns a cada casa. Allà descobreix el veritable caràcter dels habitants, on els vicis surten a la superfície quan poden abusar d'una noia indefensa. Quan apareixen falsos cartells de la policia dient que és una criminal, els vilatans incrementen les seves exigències excusant-se en el risc que corren en amagar-la. El seu aparent protector també acaba intentant posseir-la i truca els presumptes perseguidors, que resulten ser la seva família. Ella acaba acceptant el seu paper a la banda a canvi de la revenja sobre el poble, el qual és destruït amb violència pels mafiosos.

## Repartiment
- Nicole Kidman: Grace Mulligan
- Lauren Bacall: Ma Ginger
- James Caan: The Big Man
- John Hurt: narrador
- Paul Bettany: Tom Edison Jr.
- Stellan Skarsgård: Chuck
- Patricia Clarkson: Vera
- Jeremy Davies: Bill
- Philip Baker Hall: Tom Edison Sr.
- Ben Gazzara: Jack McCay
- Blair Brown: Sra. Henson
- Harriet Anderson: Gloria
- Siobhan Fallon Hogan: Martha
- Chloë Sevigny: Liz Henson
- Željko Ivanek: Ben